# Fortuna (région de Murcie)
Pour les articles homonymes, voir Fortuna.
Fortuna est une commune de la région de Murcie en Espagne. Cela se situe au quart nord-est, a une surface de 149,3 km2 et comptait 10,289 habitants en 2020.

## Géographie
La moitié nord de la municipalité est plus surlevée que la moitié sud. Part d'un massif de montagnes nommé Sierra de la Pila occupe le nord de la zone. La part occidentale de Sierra del Corque se situe à la moitié nord de la municipalité.